# Естествознание и география
„Естествознание и география“ е илюстровано списание за деца. Издава се в София през 1914 г. Редактор на списанието е Д. Мавров, издател е Ив. Г. Игнатов.
Списанието е предназначено за ученици от основните училища и прогимназиите. В него се дават сведения за природата, за Земята и за хората. Представят се художествени описания и картини на известни места в света и в България, разкази за животните, пътешествия, разкази и легенди за природата, природните явления, поминъка, нравите, вярванията, суеверията и общественото устройство на различни народи по света. В списанието се публикуват картини и фотографии на местности, животни, костюми на различни народи, жилища, поминък и стоки, с които търгуват.